# Заповідник Камчия
Заповідник Камчия, (болг. Биосферен Резерват Камчия) — колишній біосферний заповідник ЮНЕСКО на північному узбережжі Болгарії, та включає заплави в гирлі річки Камчия. Заснований у 1951 році для захисту заплавних лісів, що колись охоплювали значно більшу територію, захищена територія становить 1200 га. Він захищає первісний ліс від інтенсивної лісозаготівлі і дренажу, що його майже знищив до середини XX-го століття. Розташований на 25 км на південь від міста Варна та оточений селами Старо Оряхово, Шкорпиловці і Близнаці.
Статус біосферного заповідника втрачений у 2017 році.

## Географія

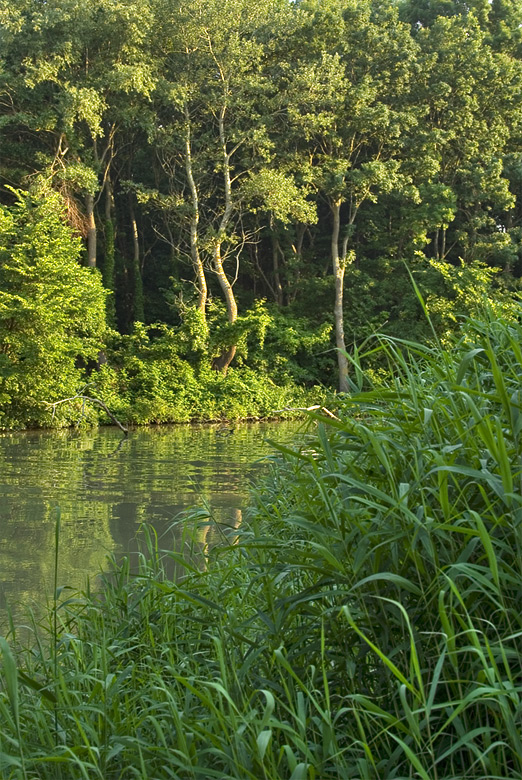
Річка Камчия тече через алювіальний ліс

Основна площа заповідника — 842,1 га (з буферною зоною 230 га), з яких 764 га є лісовими, інші 78,1 га не є лісовими (34,5 га лугів, 0,4 га каналів, 3,3 га отворів, 21,8 га заболочених лісів, 9,9 га боліт, тощо), заповідник довжиною 40 км і досягає 5 км ширини в деяких районах. Ліс «Лонгоз» в нижній течії річки є кращими представниками свого роду по всій Європі. У заповіднику розташовані залишкові річкові ліси, невеликі прісноводні болота з очеретом і рогозом вздовж берега річки, орної землі (колишні Старо-Оряховські болота), пляж з піщаними дюнами і морська бухта.

## Флора
У лісах переважають ясен, в'яз, дуб звичайний, клен і вільха, з кущами глоду, дерену, Paliurus і бирючини, з ліанами ломиніса, сарсапареля і Periploca.

## Фауна
Область є ключовим місцем для птахів і дає притулок майже 200 видам, вісім з яких вважаються під загрозою зникнення і зазначені в Червоному списку МСОП. Ділянка є важливою для зимівлі лебідя-кликуна і є найважливішим місцем розмноження в Болгарії для дятлів середніх і рідкісної муховолки полунашийникової. Місцевість також є основним міграційним вузлом, де 60 000 або більше білих лелек проходять над головою кожну осінь. Птахи включають невелику колонію маленьких малих чепур.
У річці було зафіксовано 25 видів риб, сім з яких перераховані в Червоному списку МСОП, включаючи дикого коропа, коропа звичайного, кніповичію кавказьку, колючку південну.
Ссавці в біосферному заповіднику включають сарну європейську, дику свиню, куницю лісову і лисицю Є також багато рептилій і амфібій, у тому числі болотна черепаха європейська, вуж водяний і жовтопузик.
Також тут живуть двадцять п'ять видів дрібних ссавців, включаючи річкову видру, яка входить до Європейського Червоного списку МСОП.

## Навколишнє середовище та забруднення
Більша частина забруднення в заповіднику пов'язана з навантаженням на річку Камчию і наявністю забруднюючих речовин, однак, сміття від туристів колись було головною проблемою для місцевої влади. Головним чином це було тому, що був міст, який дозволяв людям відвідувати заповідник. Пізніше він був знищений, а сміття стала меншою проблемою, однак, оскільки досі можна перетнути гирло річки до пляжу заповідника, проблема не повністю вирішена. Крім того, на берег регулярно вимиваються сміття та промислові забруднювачі, більшість з яких прибувають з порту Варна або сусіднього курорту Камчия, який поділяє ту саму лінію пляжу.

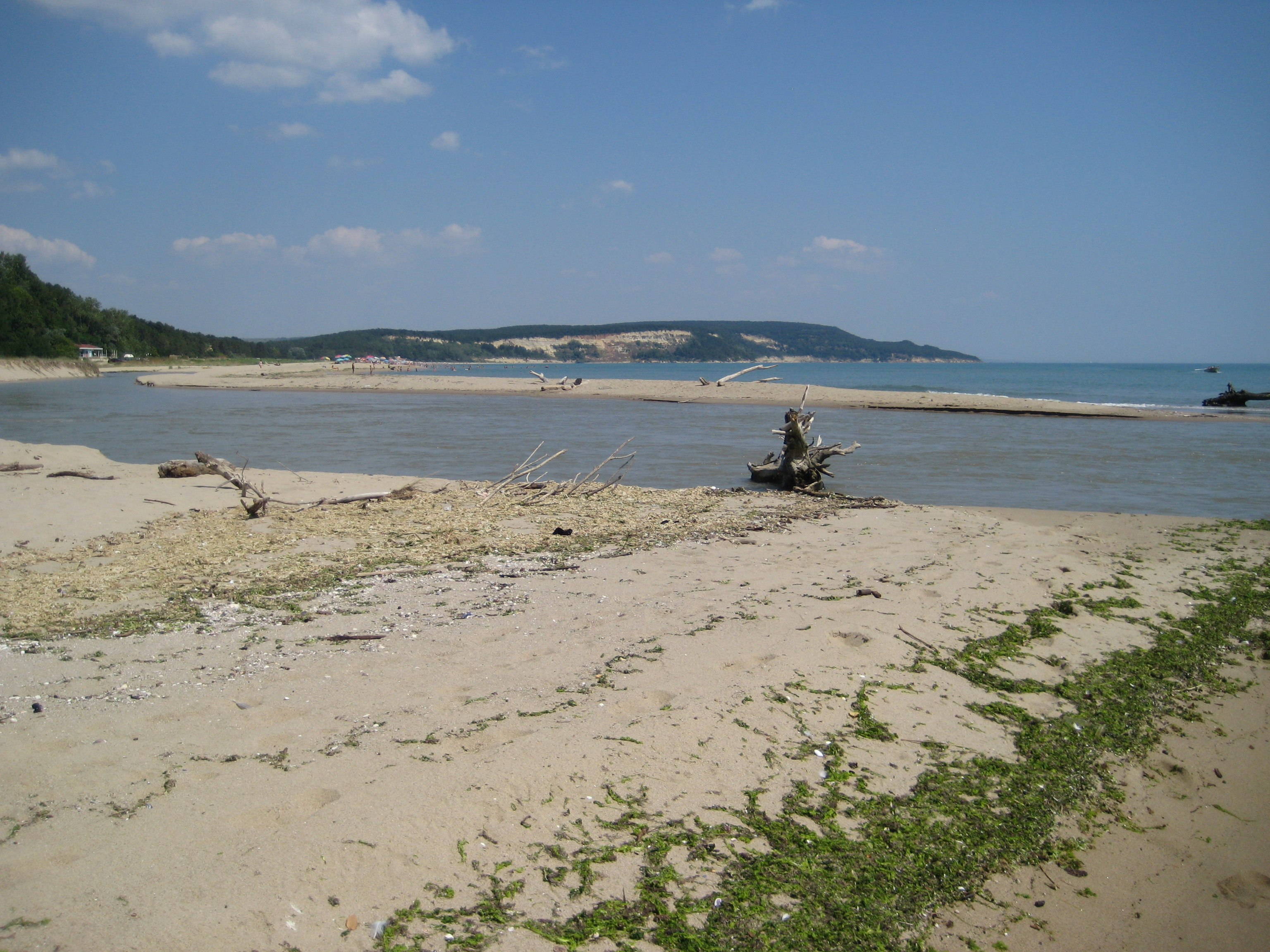
Гирло річки Камчия, як можна побачити з заповідника. Зауважте, що його коса в даний час звернена на південь до заповідника, і більшість того, що може бути викинуто, спрямує до берега заповідника